# Tengu
Tengu (jap. 天狗; "niebiańskie psy") – mityczne istoty, występujące w japońskim folklorze, sztuce, teatrze i literaturze. Jedne z najbardziej znanych yōkai (duchów – potworów), niekiedy czczone jako kami w religii shintō. Mimo że ich nazwa pochodzi od podobnych do psów chińskich demonów (Tiangou), uważano, iż tengu przybierają postać drapieżnych ptaków i przedstawiano je jako istoty łączące ludzkie i ptasie cechy. Na najstarszych wizerunkach tengu ukazywane są z dziobami, które następnie w procesie antropomorfizacji uległy przekształceniu w nienaturalnie długie nosy, dając początek współczesnemu popularnemu wyobrażeniu tengu.

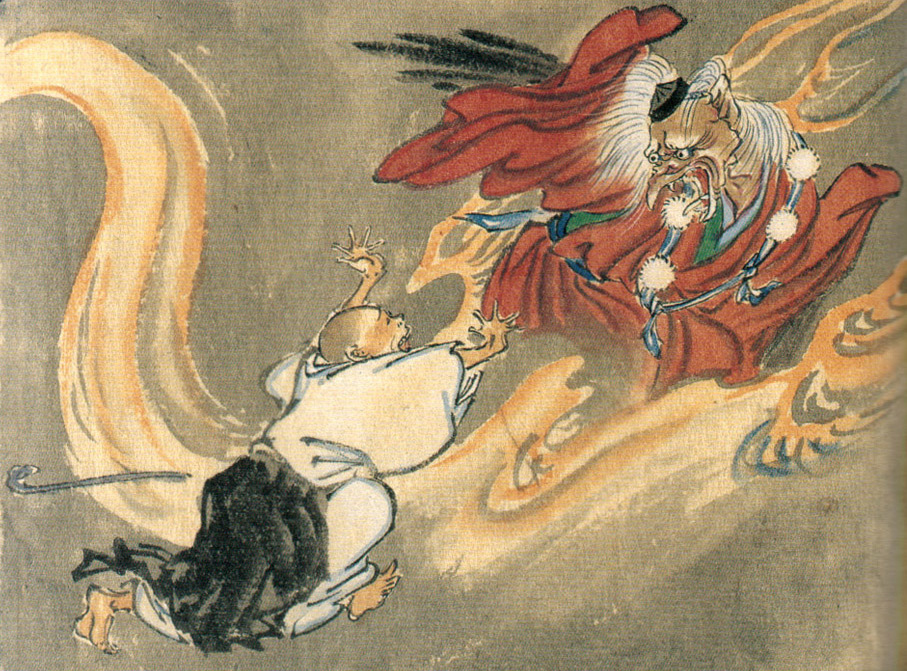
Tengu i buddyjski mnich, ilustracja aut. Kyōsai Kawanabe. Tengu ubrany jest w charakterystyczną pelerynę i szarfę wyznawcy shugendō.

W buddyzmie tengu uważane były za złośliwe demony zwiastujące wojnę. Wizerunek ten z czasem uległ przekształceniu w opiekuńcze, chociaż nadal niebezpieczne, duchy gór i lasów. Tengu kojarzone są z ascetycznymi praktykami, znanymi jako shugendō, i często bywają przedstawiane w stroju wyznawców shugendō – yamabushi.

## Wizerunek

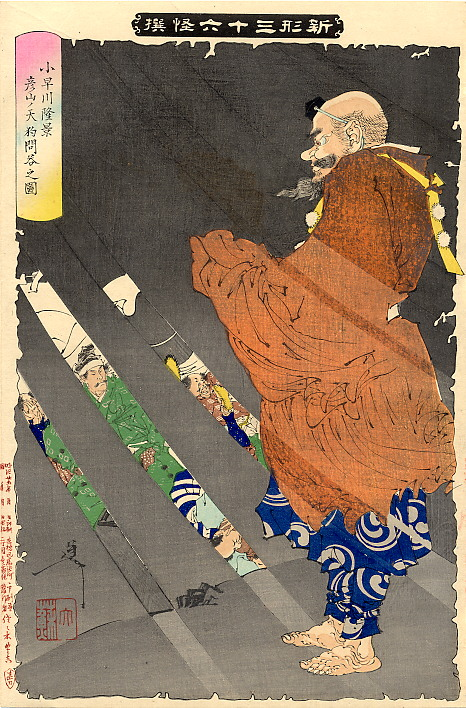
Takakage Kobayakawa dyskutujący z tengu z góry Hiko, ilustracja aut. Yoshitoshi Tsukioka

Tengu w sztuce przedstawiane były w różny sposób, jednak najczęściej jako coś pomiędzy ogromnym, potwornym ptakiem a w pełni humanoidalną istotą, często z czerwoną twarzą i niezwykle długim lub dużym nosem. Na wczesnych wizerunkach tengu ukazywane były jako istoty podobne do kani, potrafiące zmieniać się w ludzi, lecz zachowujące ptasie skrzydła, głowę lub dziób. Długi nos tengu zaczął pojawiać się na obrazach mniej więcej w XIV wieku, prawdopodobnie jako antropomorfizacja ptasiego dzioba. Długie nosy upodabniają tengu do shintoistycznego bóstwa Saratahiko, przedstawianego w historycznym japońskim tekście Nihon-shoki z podobną, długą na siedem dłoni trąbą. Używane podczas wiejskich świąt maski przedstawiające obie te istoty były często podobne, z takimi samymi, czerwonymi, fallicznymi nosami.
Najwcześniejsze wizerunki tengu pojawiły się w japońskich zwojach, np. w pochodzącym z ok. 1296 r. Tenguzoshi Emaki (天狗草子絵巻), parodiującym ważnych kapłanów poprzez obdarzenie ich charakterystycznymi dla tengu jastrzębimi dziobami. Począwszy od XIII wieku, tengu zaczęto kojarzyć w szczególności z yamabushi, górskimi ascetami praktykującymi Shugendō. Skojarzenie to szybko znalazło odbicie w japońskiej sztuce, w której tengu często przedstawiane są w stroju yamabushi, składającym się między innymi z krótkiej czarnej peleryny (頭襟,tokin) i szarfy z pomponami (結袈裟, yuigesa).
Atrybutem często towarzyszącym tengu jest ha-uchiwa (羽団扇), czyli wachlarz z piór. W ludowych opowieściach wachlarze te obdarzone były mocą wywoływania potężnych wiatrów, a niekiedy także powiększania i zmniejszania nosów. Z postaciami tengu łączone były także inne osobliwe akcesoria, np. wysokie, mające jeden obcas sandały geta, często określane mianem tengu-geta.

## Pochodzenie

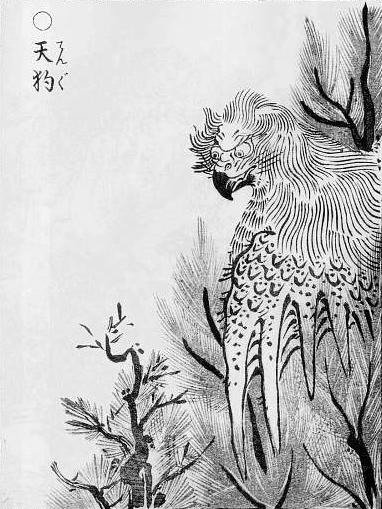
Tengu jako potwór podobny do kani, ilustracja aut. Sekiena Toriyamy z Gazu Hyakki Yakō

Termin tengu i znaki służące do jego zapisywania mają źródło w nazwie chińskiego demona "tiangou". W chińskiej literaturze istota ta opisywana jest w różny sposób, jednak najczęściej jako ognisty, pożerający ludzi potworny pies, przypominający spadającą gwiazdę lub kometę, wydający głos podobny do pioruna i zwiastujący wojnę tam, gdzie się pojawi. Tylko jeden opis z Shùyìjì (述異記, Zbiór dziwnych opowieści, z 1791 r.) opisuje tiangou podobnego do psa, lecz z ostrym dziobem i wyprostowaną posturą, zazwyczaj jednak tiangou nie przypominają w niczym japońskich imienników.
Uważa się, że pierwsza pisemna wzmianka o tengu w Japonii znajduje się w 23. rozdziale Nihon-shoki z 720 r. Pojawia się w nim duża spadająca gwiazda, zidentyfikowana przez buddyjskiego kapłana jako "niebiański pies" i podobnie jak chiński tiangou przepowiadająca wybuch wojny. Aczkolwiek w tekście dla zapisania słowa „tengu” użyte zostały chińskie znaki, towarzyszące im znaki furigany każą je odczytać jako "amatsukitsune" (niebiański lis). M.W. de Visser uważał, że wczesne japońskie wyobrażenia tengu mogły być połączeniem dwóch chińskich duchów – tiangou i lisich demonów zwanych hulijing.
Nie jest jasne, w jaki sposób doszło do przekształcenia tengu z psa-meteoryta w człowieka-ptaka. Niektórzy japońscy uczeni uważają, że wyobrażenie tengu pochodzi od hinduskiego bóstwa Garudy, przekształconego w buddyjskich tekstach w całą rasę nieludzkich istot. Podobnie jak tengu, garuda często przedstawiane były jako człekopodobne istoty ze skrzydłami i ptasimi dziobami. Określenie "tengu" zdaje się zastępować "garudę" w japońskiej sutrze Enmyō Jizō Kyō (延命地蔵経), która jednak spisana została w okresie Edo, długo po utrwaleniu się wyobrażenia tengu. Przynajmniej jedna opowieść z Konjaku monogatari opisuje tengu jako smoka, co przypomina wojnę plemienia garudy z wężami naga. Należy jednak zauważyć, że zachowanie tengu często różni się znacznie od garudy, które z zasady był przyjazne wobec buddyzmu. Spekuluje się, że tengu mogą pochodzić od starożytnego shintoistycznego ptasiego demona, który wraz z pojawieniem się w Japonii buddyzmu został połączony zarówno z garudą, jak i tiangou. Brak jednak dowodów na potwierdzenie tej tezy.
W późnej wersji Kojiki, starożytnego japońskiego tekstu historycznego, pojawia się postać Amanozako, potwornego żeńskiego bóstwa, zrodzonego z szału boga Susanoo. Jej imię zapisane zostało znakami oznaczającymi "bóstwo tengu" (天狗神). Tekst opisuje Amanozako jako ogarniętą szałem istotę, zdolną do lotu, z ludzkim ciałem i głową ptaka, długim nosem, długimi uszami i długimi zębami, którymi może przegryźć miecz. Osiemnastowieczna książka Tengu Meigikō (天狗名義考) sugeruje, że bogini ta była prawdziwym przodkiem tengu, jednak data powstania i autentyczność Kojiki, a szczególnie tej właśnie edycji, pozostają dyskusyjne.

## Złe duchy i gniewne upiory

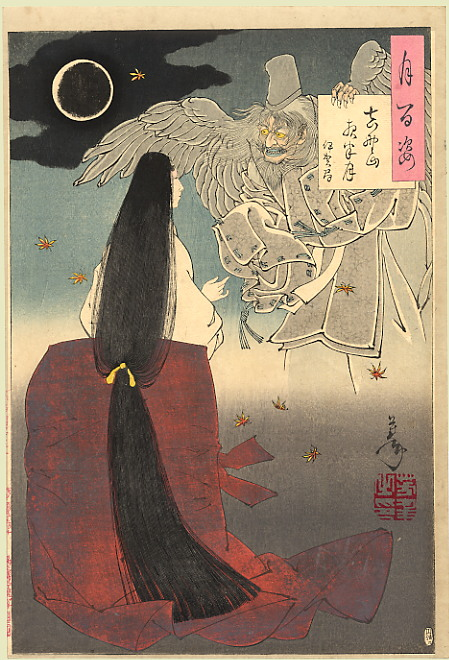
O północy przy księżycu na górze Yoshino, Tsubone Iga rozmawia z udręczoną duszą Kiyotaki Sasakiego, ilustracja aut. Yoshitoshi. Duch Kiyotaki wyobrażony jest ze skrzydłami i szponami tengu

Konjaku-monogatari, zbiór opowieści opublikowany w późnym okresie Heian, zawiera jedne z najstarszych opowieści o tengu, scharakteryzowanych w sposób zbliżony do dzisiejszego. Tengu przedstawiane są w nich jako przeciwnicy buddyzmu, zwodzące pobożnych fałszywymi obrazami Buddy, porywające mnichów i porzucające ich w odległych miejscach, opętujące kobiety, by uwieść świętych, rabujące świątynie i obdarzające swoich czcicieli bluźnierczymi mocami. Tengu często przybierają postać kapłanów lub mniszek, lecz ich prawdziwa forma podobna jest do kań.
W XII i XIII stuleciu pojawiają się dalsze opowieści o niebezpiecznych tengu, tym razem będących upiorami, powstałymi z gniewnych, pysznych lub heretyckich upadłych kapłanów, którzy wkroczyli na "drogę tengu" (天狗道, tengudō). Opętują ludzi, szczególnie kobiety i dzieci, aby mówić ich ustami (kitsunetsuki). Tengu, będące nadal wrogami buddyzmu, kierują uwagę także na rodzinę cesarską. Kojidan, zbiór japońskich legend powstały w XIII w., opowiada o cesarzowej opętanej przez tengu, a w Ōkagami pojawia się historia o cesarzu Sanjō, oślepionym przez tengu będącego upiorem nienawidzącego władcy kapłana.
Z XII wieku pochodzi opowieść o tengu będącym duchem cesarza. Hōgen Monogatari opowiada historię cesarza Sutoku, zmuszonego przez swojego ojca do abdykacji. Przegrawszy walkę między stronnictwami cesarskimi, Sutoku został wygnany do prowincji Sanuki na Sikoku, gdzie, zgodnie z legendą, zmarł w udręczeniu, przysięgając że będzie nawiedzał Japonię jako potężny demon. W ten sposób stał się przerażającym tengu z długimi szponami i oczami drapieżnego ptaka.
W opowieściach z XIII wieku tengu zaczynają oprócz kapłanów porywać także młodych chłopców. Byli oni jednak zazwyczaj zwracani, podczas gdy kapłanów znajdywano przywiązanych do czubków drzew lub w innych wysokich miejscach. Wszystkie ofiary tengu powracały w stanie bliskim śmierci lub szaleństwa, niekiedy po tym, jak podstępem zmuszano je do spożycia zwierzęcych odchodów.
Tengu w tym okresie często przedstawiane były jako duchy aroganckich ludzi, dlatego też istoty te powiązane zostały z próżnością i pychą. Funkcjonujące do dzisiaj japońskie powiedzenie "tengu ni naru", dosł. "zamienia się w tengu", używane jest w odniesieniu do zarozumiałej osoby.

## Wielkie i małe demony

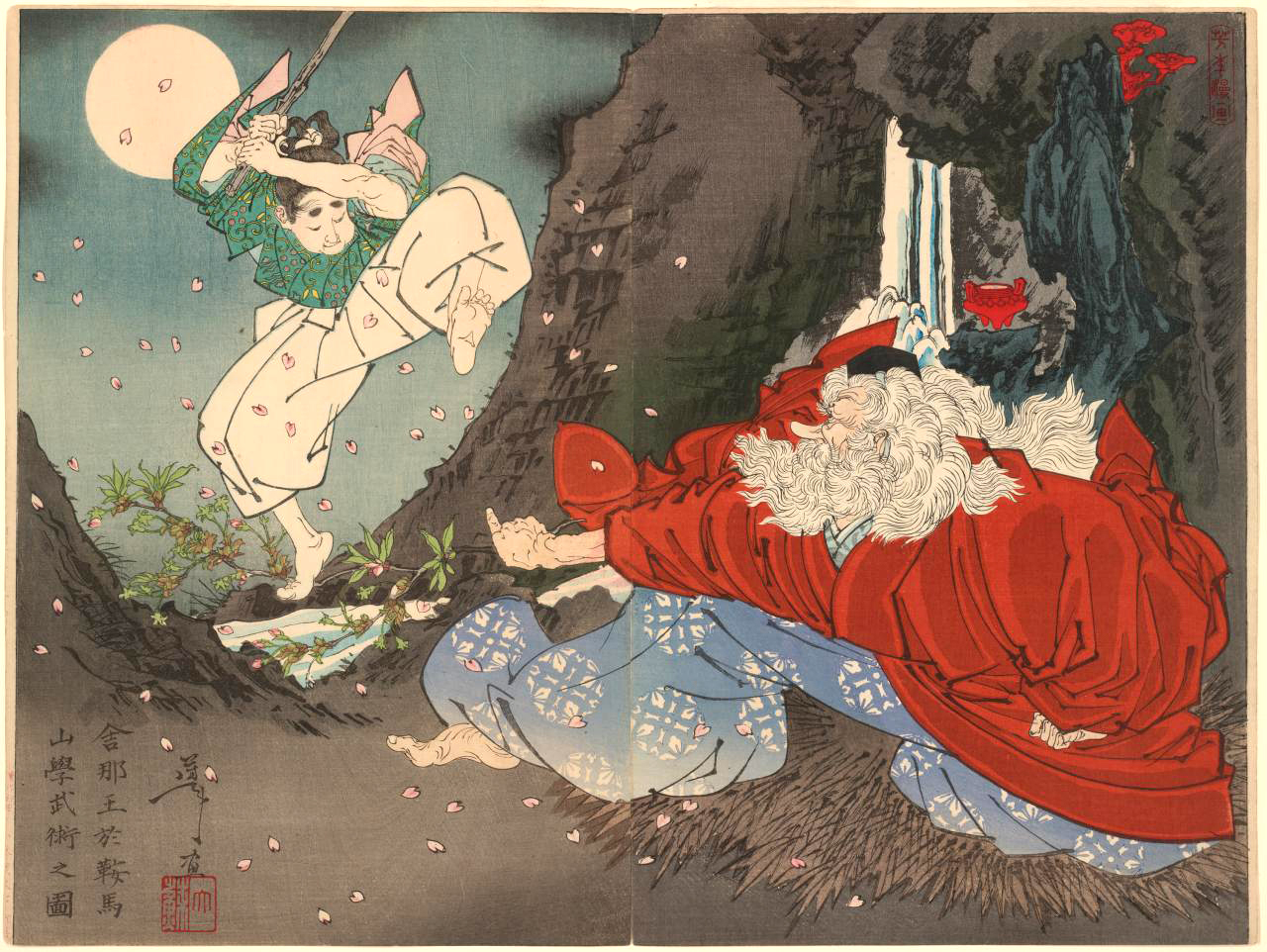
Sōjōbō (po prawej) uczy walki mieczem Yoshitsune Minamoto, ilustracja z 1897 aut. Yoshitoshi

W napisanej w późnym okresie Kamakura Genpei Jōsuiki, cesarzowi Shirakawa objawia się bóg, który przekazuje mu szczegółowe informacje dotyczące tengu. Zgodnie z boskimi słowami, tengu powstają z ogarniętych pychą wyznawców buddyzmu, którzy ze względu na wyznanie nie idą do piekła, jednak jako osoby upadłe, nie mogą również trafić do nieba. Opisuje wygląd różnych rodzajów tengu – upiory kapłanów, mniszek, zwykłych mężczyzn i kobiet. Jak się okazuje, nie wszystkie tengu są równe – wykształcone osoby zostają daitengu (大天狗, wielkie tengu), a ignoranci kotengu (小天狗, małe tengu).
Daitengu często przedstawiane są jako bardziej człekokształtne niż ich podwładni, a z uwagi na długie nosy symbolizujące pychę bywają określane idiomatycznym mianem hanatakatengu (鼻高天狗, zarozumiałe tengu). Z kolei kotengu ukazywane są jako bardziej zbliżone do ptaków, i nazywane karasu-tengu (烏天狗, krucze tengu) względnie koppa- lub konoha-tengu (木葉天狗, 木の葉天狗, tengu liści). Enryō Inoue w Tenguronie omawia dwa rodzaje tengu: wielkie daitengu, i małe, podobne do ptaków konoha-tengu, mieszkające w drzewach sugi (Cryptomeria japonica). Pochodząca z roku 1746 książka Shokoku Rijin Dan (諸国里人談) opisuje konoha-tengu łapiące ryby w rzece Ōi, przedstawiając je jako podobne do ptaków istoty o dwumetrowej rozpiętości skrzydeł.
Według filozofa Razana Hayashi, największe z daitengu to Sōjōbō z Kuramy, Tarōbō z Atago i Jirōbō z Hiry. Demony z gór Kurama i Atago zalicza się jednocześnie do najsławniejszych tengu.
Tengu Meigikō wylicza następujące daitengu:
- Sōjōbō (僧正坊) z góry Kurama
- Tarōbō (太郎坊) z góry Atago
- Jirōbō (二郎坊) z góry Hira
- Sanjakubō (三尺坊) z góry Akiba
- Ryūhōbō (笠鋒坊) z góry Kōmyō
- Buzenbō (豊前坊) z góry Hiko
- Hōkibō (伯耆坊) z góry Daisen
- Myōgibō (妙義坊) z góry Ueno (ob. Park Ueno)
- Sankibō (三鬼坊) z wyspy Itsukushima
- Zenkibō (前鬼坊) z góry Ōmine
- Kōtenbō (高天坊) z Katsuragi
- Tsukuba-hōin (筑波法印) z prowincji Hitachi
- Daranibō (陀羅尼坊) z góry Fudżi
- Naigubu (内供奉) z góry Takao
- Sagamibō (相模坊) ze Shiramine
- Saburō (三郎) z góry Izuna
- Ajari (阿闍梨) z prowincji Higo

Niekiedy mianem tengu określa się istoty odbiegające od "klasycznego" wyobrażenia, łączącego elementy ptasie i yamabushi. Przykładowo tengu w przebraniu leśnego ducha określany bywa mianem guhin (lub kuhin) (狗賓, psi gość), jednak słowo to może odnosić się także do tengu z zębami lub innymi cechami psa. Mieszkańcy Prefektury Kōchi na Sikoku wierzą w shibaten lub shibatengu (シバテン, 芝天狗, trawnikowy tengu), małe, podobne do dzieci istoty, uwielbiające zapasy sumo, mieszkające w wodzie i uważane za rodzaj kappy. Inny wodny tengu (川天狗, rzeczny tengu) pojawia się w Tokio. Istota ta jest rzadko spotykana, jednak wierzy się, że tworzy dziwne kule ognia i przeszkadza rybakom.

## Duchy opiekuńcze i bóstwa

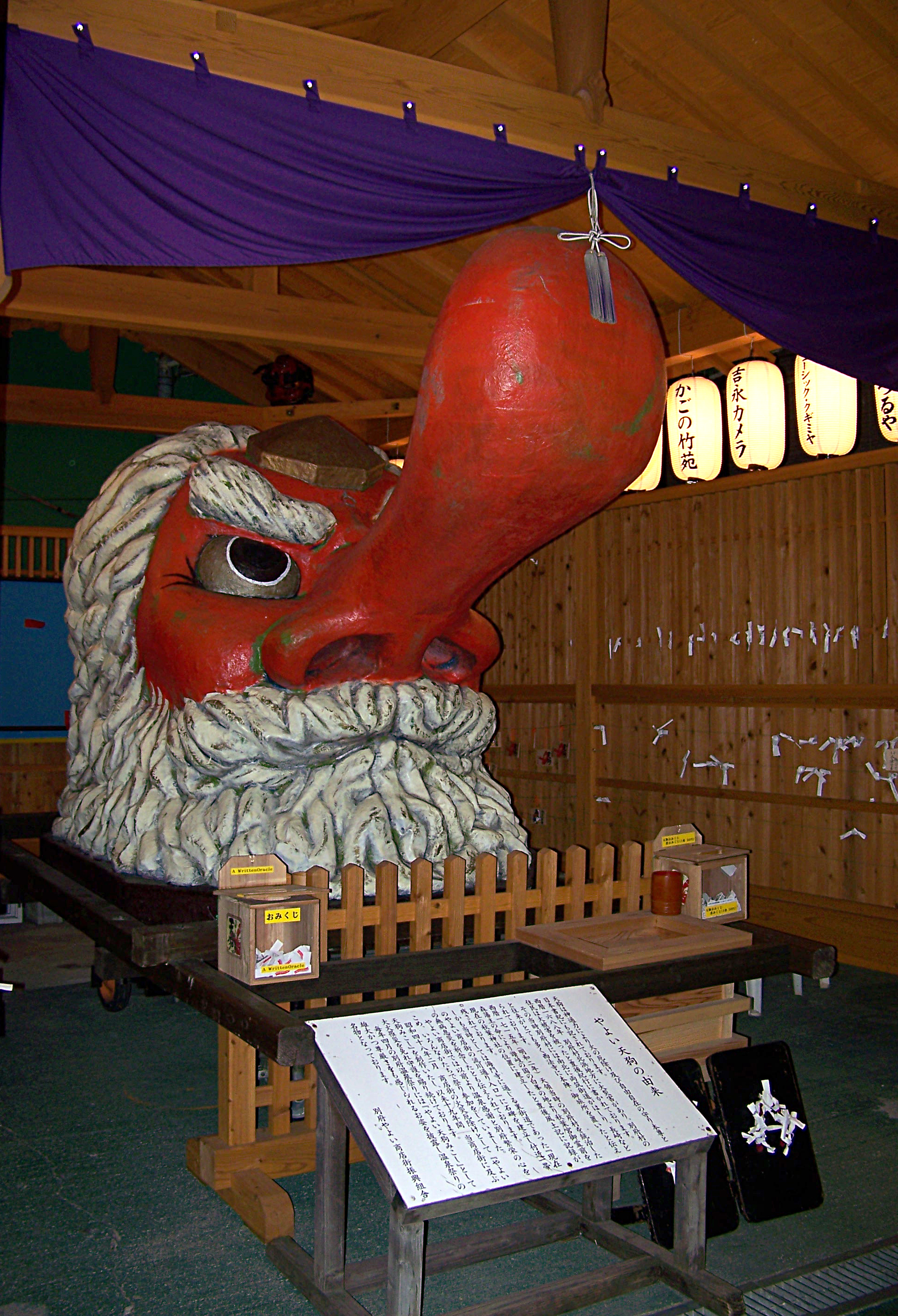
Wnętrze przenośnego chramu (mikoshi) w Beppu, poświęconego tengu

Shasekishū, zbiór buddyjskich przypowieści z okresu Kamakura, rozróżnia dobre i złe tengu. Wyjaśnia, że dobre tengu przewodzą złym i są obrońcami, nie wrogami buddyzmu – grzech pychy sprowadził je na drogę demonów, pozostają jednak dobrymi, przestrzegającymi dharmy osobami, jakimi były za życia.

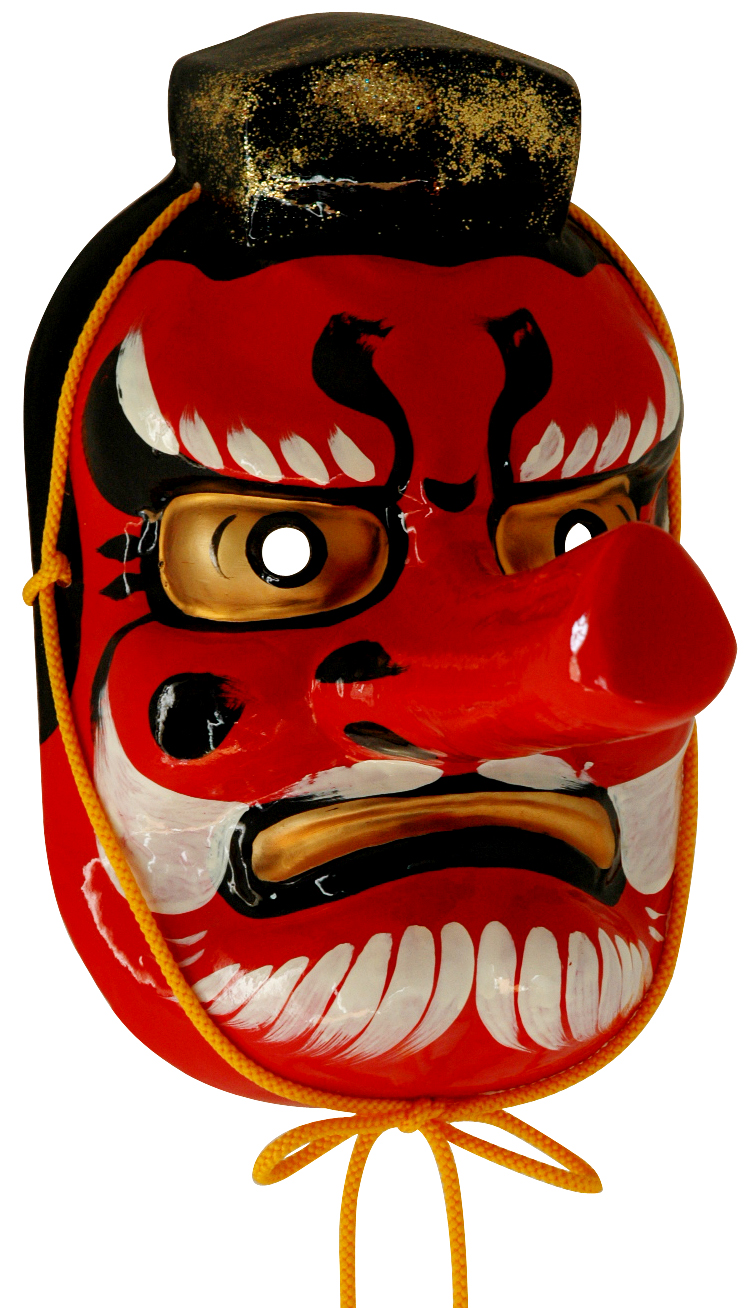
Maska tengu

Negatywny obraz tengu ulegał dalszej erozji w XVII wieku. Powstałe w tym okresie opowieści przestają pokazywać je jako złośliwe istoty, pojawia się też nowy obraz tengu – chroniącego i błogosławiącego buddyjskie instytucje. Zgodnie z legendą z osiemnastowiecznego Kaidan Toshiotoko (怪談登志男), pewien tengu przyjął formę yamabushi i wiernie służył opatowi klasztoru zen, aż do chwili gdy człowiek przejrzał jego przebranie. Ujawniony tengu poprosił mistrza o mądrą radę i odszedł, nadal jednak w sekrecie wspomagał klasztor.
W XVIII i XIX wieku rozpowszechniły się historie o tengu – obrońcach lasów. W Sanshu Kidan (三州奇談), zbiorze opowieści z 1764, pojawia się historia człowieka, który zbierając liście, zawędrował do głębokiej doliny, gdzie zaskoczył go nagły i silny grad. Grupa wieśniaków wyjaśniła mu później, że trafił do doliny, w której mieszka guhin, a każdego, kto by wziął z niej chociaż jeden liść, spotka pewna śmierć. W powstałej w 1849 Sōzan Chomon Kishū (想山著聞奇集) autor opisuje zwyczaj drwali z prowincji Mino, którzy dla zapewnienia sobie spokoju i obłaskawienia tengu używali specjalnych ryżowych ciastek, zwanych kuhin-mochi. W innych prowincjach drwale i myśliwi mieli w zwyczaju składać w ofierze rybę zwaną okoze (Anema inerme) w zamian za powodzenie w pracy. Mieszkańcy prefektury Ishikawa jeszcze do niedawna wierzyli, że tengu nie znoszą makreli i używali tej ryby w charakterze talizmanu przeciwko porwaniom i nawiedzeniom przez kłopotliwe duchy.
Przez niektóre japońskie sekty religijne tengu czczone są jako przychylne kami. Na przykład tengu Saburō z góry Izuna czczony jest jako Izuna Gongen (飯綱権現, inkarnacja Izuny), jedno z głównych bóstw sekty Izuna Shugen, mającej związki z lisim czarnoksięstwem i bóstwem Dakini, występującym w tantrycznym buddyzmie. Izuna Gongen przedstawiana jest jako skrzydlata postać z ptasim dziobem, wężami owiniętymi wokół kończyn, otoczona koroną płomieni, jadąca na grzbiecie lisa i dzierżąca miecz. Czciciele tengu z innych świętych gór przyjęli podobne wizerunki dla swoich bóstw, np. Dōryō Gongen (道了権現) ze świątyni Saijō-ji w Odawarze.
Tengu pojawiają się często w przekazywanych ustnie ludowych opowieściach japońskich. Większość z nich ma charakter humorystyczny, tengu przedstawiane są w nich jako zabawne istoty, łatwo dające się oszukiwać ludziom.

## Sztuki walki iyamabushi

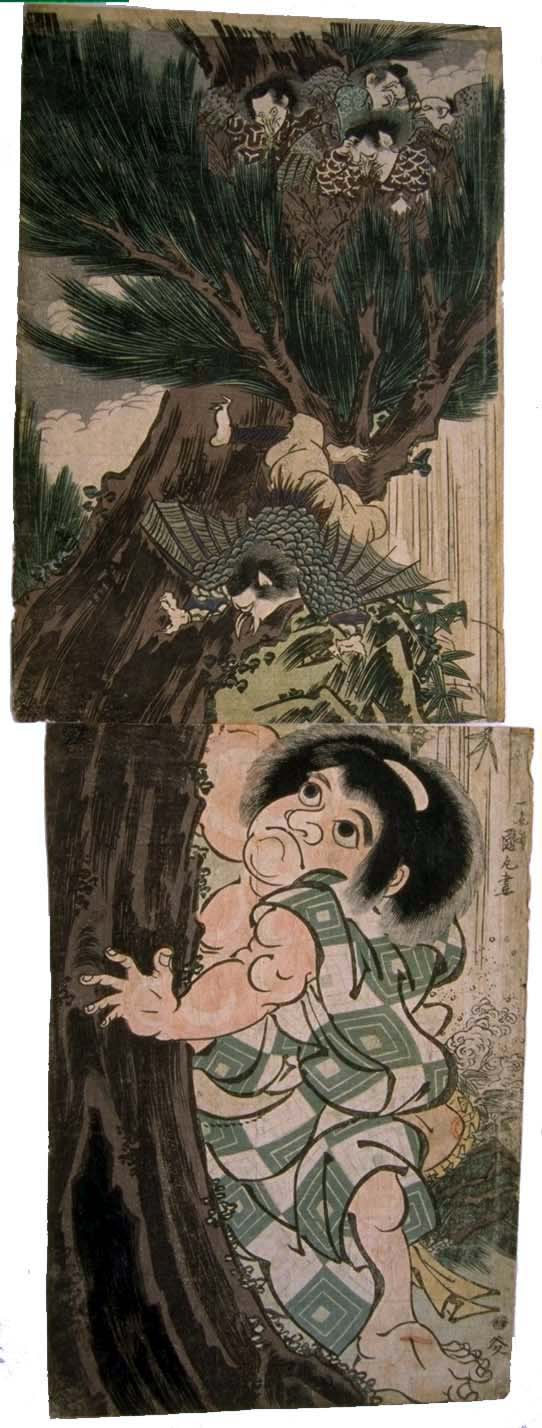
Kintarō (bohater opowiadań ludowych) niepokoi gniazdo małych tengu

W XIV wieku legendy związane z tengu wykroczyły tematycznie poza buddyzm. Tengu zaczynają być wiązane z wojną, przypisuje się im także niezwykłe umiejętności w walce wręcz.
Reputacja ta wydaje się mieć związek z legendami otaczającymi słynnego wojownika Yoshitsune Minamoto. Gdy Minamoto (wtedy znany pod imieniem Ushiwaka-maru) był dzieckiem, jego ojciec, Yoshimoto, został zamordowany przez klan Taira. Kiyomori Taira, przywódca tego klanu, pozwolił chłopcu zachować życie, pod warunkiem, że uda się na wygnanie na górę Kuruma i zostanie mnichem. Tam jednak, w dolinie Sōjō-ga-dani, młody Ushiwaka spotkał tengu góry, Sōjōbō. Duch nauczył go władania mieczem, aby chłopiec mógł dokonać zemsty na Taira.
Pierwotnie działania tengu przedstawiane były jako jeszcze jedna próba wzniecenia chaosu i wojny, jednak w miarę jak rosła sława Yoshitsune jako legendarnego wojownika, jego nauczyciel zaczął być interpretowany jako postać budząca sympatię i honorowa. W jednej z najbardziej znanych wersji legendy Ushitsune jest jedyną osobą w świątyni, która nie uciekła z obrzydzenia na widok dziwnego yamabushi. W ten sposób rozpoczyna się przyjaźń chłopca i tengu, który uczył go, współczując jego nieszczęściu.
Temat ten kontynuują dwie historie z XIX wieku. W Sōzan Chomon Kishū chłopiec zostaje porwany przez tengu i spędza z nim trzy lata, a następnie wraca do domu z magiczną bronią, która nigdy nie chybia celu. Opowieść z prowincji Inaba, przekazana przez Enryō Inoue, mówi z kolei o niezgrabnej dziewczynie, opętanej przez tengu pragnącego przywrócić świetność podupadającej sztuki walki mieczem. Młody samuraj, któremu wcześniej tengu objawił się we śnie, dzięki naukom opętanej dziewczyny staje się znakomitym szermierzem.
Historie łączące tengu z yamabushi stały się popularne w XIII wieku i prawdopodobnie miały źródło w ezoterycznych naukach Shugendō, łączących czczenie kami (w tym także tengu), elementy buddyzmu i praktyk magicznych. Zamieszkiwanie w górach i umiejętności w walce rodziły podejrzenia o częste kontakty z tengu. Ekscentryczne zachowanie yamabushi oraz ich relatywna swoboda w hierarchicznym społeczeństwie japońskim również nasuwały porównania do tengu, które podlegały przywódcom takim jak Sōjōbō (uważanego za wodza wszystkich tengu), lecz poza tym nikomu innemu. Takie spojrzenie na związki yamabushi z tengu było szczególnie popularne w epoce Edo.
Aż do wczesnego okresu Meji, mianem tengu shōdō określano zamieszki i rabunki na terenie obecnych prefektur Ibaraki i Chiba. W 1864 r. w Mito (miasto w obecnej prefekturze Ibaraki) wybuchło powstanie chłopskie, przewodzone przez kapłanów shintō, wyznawców shugendō i wiejskich samurajów, a skierowane przeciwko konserwatywnym rządom bakufu. Jego przywódców określano mianem "Frakcji tengu" (Tengu-tō), a powstanie zyskało miano "Powstania Tengu".
Niektóre legendy dotyczące ninja przypisywały im pobieranie nauk u tengu. Po części były one tworzone przez same klany ninja, którym na rękę było rozpowszechnianie przesądów dotyczących ich umiejętności.

## Współczesna fikcja
Tengu nadal pozostają popularnym tematem we współczesnej kulturze, coraz częściej także poza Japonią. Pojawiają się w filmach animowanych, grach i komiksach. Tengu przedstawiony w „klasyczny”, zbliżony do yamabushi sposób, pojawia się w amerykańskim komiksie Usagi Yojimbo autorstwa Stana Sakai. Tengu trafiły także do gry fabularnej Dungeons & Dragons oraz – pod nazwą „kenku” – do kolekcjonerskiej gry karcianej Legenda Pięciu Kręgów'. Również w książce Garhama Mastertona pt. Tengu mowa jest o demonach tengu opętujących ludzi dobrowolnie poddających się torturom i sprawiających, że ich "naczynia" mają nadludzką siłę i są praktycznie niezwyciężone.